# 侯宗濂
侯宗濂（1900年—1992年），字希颐，男，奉天海域人，中国生理学家、医学家。

## 生平
1920年毕业于南满医学堂。后留学日本、奥地利、德国。1926年，获日本京都大学医学博士学位。曾任北平大学教授，之后担任福建医学院、西安医学院、西北大学医学院院长。
中华人民共和国成立后，担任西北医学院院长、西安医学院院长；担任陕西省第二至四届政协副主席、陕西省第五、六届人大常委会副主任。主编《医学百科全书·生理学分卷》。

## 纪念
西安交通大学纪念他，设立以他命名的医学院——宗濂书院。